# Římskokatolická farnost Střížov-Číměř
Římskokatolická farnost Střížov-Číměř je územní společenství římských katolíků ve Střížově a Číměři s farním kostelem sv. Jiljí.

## Území farnosti
- Číměř s kaplí Nejsvětějšího Srdce Páně
- Dobrá Voda s kaplí Panny Marie Sedmibolestné
- Okrašovice s kaplí sv. Jiljí
- Pozďátky se zvoničkou sv. Kryštofa
- Slavičky se zvoničkou
- Střížov s farním kostelem sv. Jiljí

## Historie farnosti
Fara se ve Střížově připomíná k roku 1558. Roku 1785 zde byla zřízena lokálie, farnost pak roku 1859. Z farářů působili ve Střížově delší dobu P. Jakub Horák (1791—1807), P. František Zukal (1816—1840), P. Em. Svitavský (od roku 1879 až do začátku 20. století).

## Duchovní správci
Od 1. září 2004 do října 2015 byl administrátorem excurrendo R. D. Mgr. Jiří Bradáč. Od 1. listopadu 2015 byl ustanoven administrátorem excurrendo ad interim R. D. Mgr. Jiří Dobeš. Toho od 1. dubna 2016 vystřídal řeholní kněz D. PhDr. Jindřich Zdík Zdeněk Charouz, Th.D., OPraem., nejprve ad interim, od 1. srpna 2016 jako administrátor excurrendo. V září roku 2022 byl D. PhDr. Jindřich Zdík Zdeněk Charouz, Th.D., OPraem povolán do kláštera v Želivi a administrátorem excurrendo in materialibus farnosti se stal 1. října 2022 R. D. Pavel Opatřil, farář farnosti Třebíč-zámek, který je od roku 2025 současně s tím děkanem třebíčského děkanství. Duchovní potřeby farnosti pak jsou ve správě faráře z Třebíče-Jejkova.

## Bohoslužby
| Kostel                   | Místo   | Bohoslužba               | Bohoslužba                | Poznámka     |
| ------------------------ | ------- | ------------------------ | ------------------------- | ------------ |
| sv. Jiljí                | Střížov | neděle                   | 9.15                      | farní kostel |
| Nejsvětějšího Srdce Páně | Číměř   | 2. a 4. čtvrtek v měsíci | 19.00 v létě 17.00 v zimě | kaple        |

## Aktivity ve farnosti
Na 16. listopad připadá Den vzájemných modliteb farností za bohoslovce a bohoslovců za farnosti brněnské diecéze. Adorační den se koná nejbližší neděli po 6. květnu.
Na území farnosti se každoročně koná tříkrálová sbírka. Při sbírce v roce 2016 se v Číměři vybralo 6 905 korun, v Okrašovicích 2 060 korun, v Pozďátkách 1 664 korun, ve Slavičkách 4 040 korun. 